# Grande Mosquée de Begumpur
 (juillet 2021).
La Grande Mosquée de Begumpur est une mosquée de Dindigul, au Tamil Nadu, en Inde. Elle a été construite en 1766 par un sultan du royaume de Mysore, Hyder Ali.
Cette mosquée dirige le Tablighi Jamaat au Tamil Nadu.